# Lamentate
Lamentate est une œuvre pour piano et orchestre du compositeur estonien Arvo Pärt composée en 2002.

## Historique
Composée en hommage à Anish Kapoor et sa sculpture Marsyas, elle fut créée le 7 février 2003 au Tate Modern de Londres par le London Sinfonietta et Hélène Grimaud pour la partie de piano solo.

## Structure
Lamentate est une œuvre en dix mouvements : 
1. Minacciando ~ 3 min
2. Spietato ~ 3 min 30 s
3. Fragile ~ 1 min
4. Pregando ~ 6 min
5. Solitudine - stato d'animo ~ 5 min 30 s
6. Consolante ~ 1 min 30 s
7. Stridendo ~ 1 min 30 s
8. Lamentabile ~ 6 min
9. Risolutamente ~ 3 min
10. Fragile e conciliante ~ 7 min

L'exécution de l'œuvre dure environ 40 minutes.

## Discographie sélective
- Lamentate avec Pedro Piquero au piano et l'orchestre de Extremadura sous la direction d'Álvaro Albiach chez Brilliant Classics (Piano Classics), 2023.

- Lamentate avec Alekseï Lioubimov au piano et l'orchestre symphonique de la Radio SWR de Stuttgart sous la direction d'Andrey Boreyko chez ECM Records, 2005.